# Ria (hydrographie)
Pour les articles homonymes, voir Aber (homonymie) et Ria.

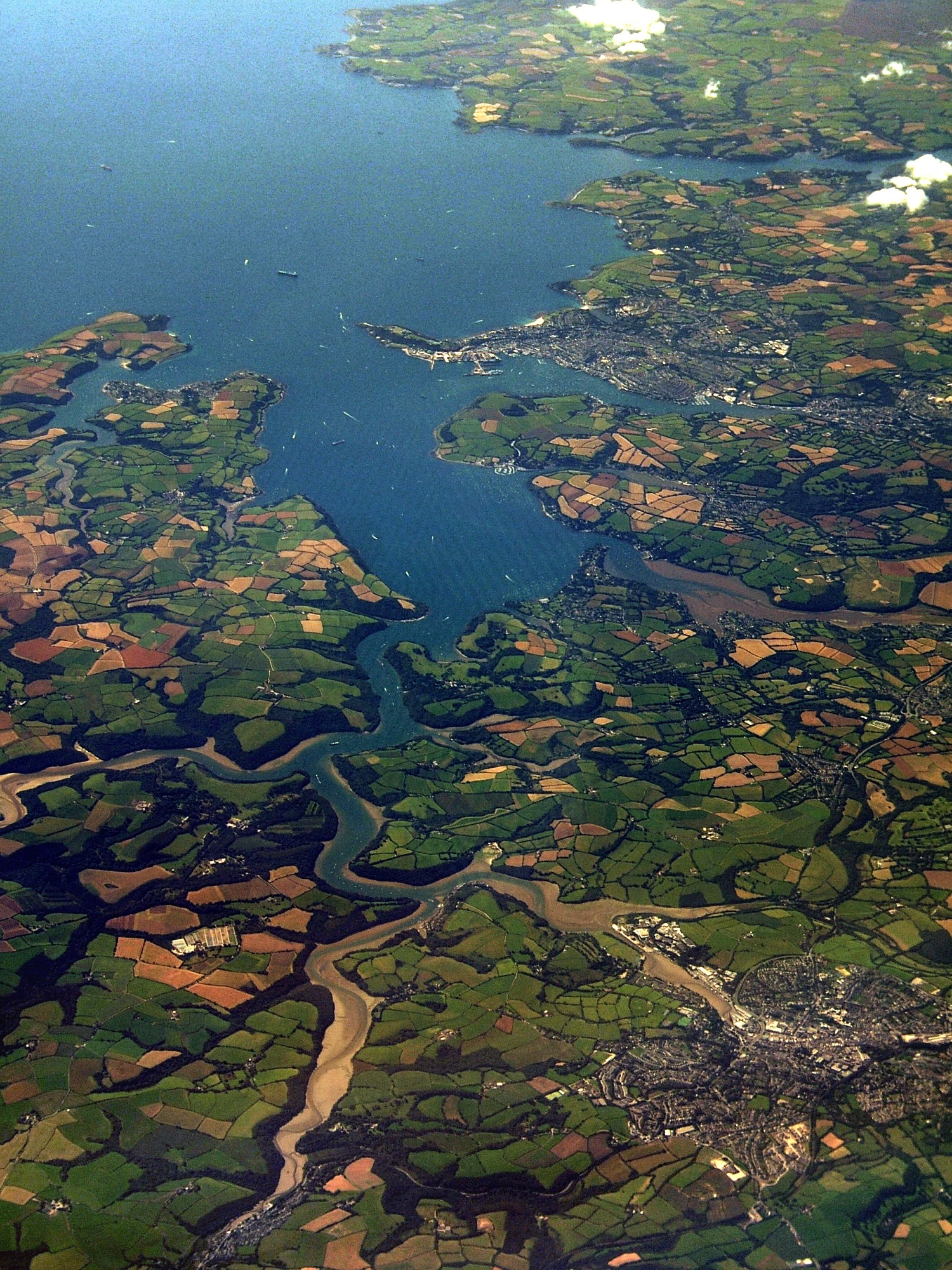
Vue aérienne d'un aber dans les Cornouailles, au Royaume-Uni.

Une ria ou un aber est une baie étroite, allongée et relativement profonde, formée par la partie inférieure de la vallée d'un fleuve côtier envahie, en partie ou en totalité, par la mer. La géographie internationale utilise le mot portugais ou espagnol ria mais le mot breton aber est aussi très utilisé en France, notamment en Bretagne qui en compte de très nombreux.
Un aber est encadré par des versants, ce qui le distingue d'une simple embouchure ; dans certains cas il est possible de parler d'estuaire. Les abers peuvent se combler par l'apport de sédiments fluviaux. En raison  de leur situation abritée et de leur profondeur, ce sont des lieux favorables pour servir de ports naturels.

## Terminologie

### Étymologie
Ria est attesté à partir de 1896 dans un ouvrage qui traite de géographie physique. Il est issu de l'allemand qui l'a lui-même emprunté au galicien ou au portugais ria « baie », « embouchure d'une rivière, estuaire », lui-même de la variante galicienne ría du mot hispanique río « rivière, fleuve ». Ils remontent au latin vulgaire rius « rivière » (latin classique rīvus) qui a donné notamment le français ru « petit ruisseau ».
En revanche, le mot aber est un emprunt direct au breton aber (< ancien breton aperou) « estuaire, embouchure », c'est un cognat du gallois aber, du cornique aper et du gaëlique abar,. Le breton aber est issu du celtique commun *adberos (non attesté), peut-être par l'intermédiaire du gallois, qui est un composé du préfixe *ad- + substantif *beros, qui se retrouve dans le celtique commun *komberos « confluent » (cf. breton kemper) à l'origine également du gaulois *comberos « barrage de rivière ». *Comberos a donné l'ancien français combre « barrage », d'où encombrer.

## Descriptif

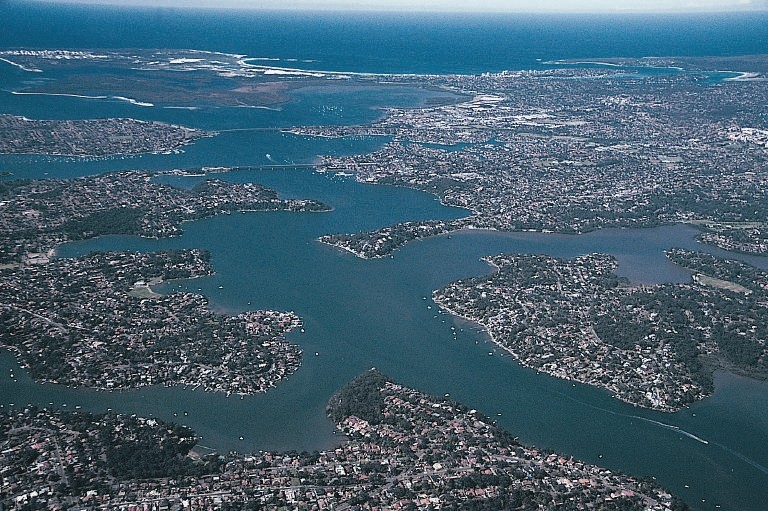
Ria à forme dendritique de la Georges River, à Sydney, Australie.

Contrairement à un fjord qui est profond et à pentes latérales raides parce qu'il a été creusé par un glacier (on parle de « surcreusement glaciaire » parce qu'un glacier est capable de creuser en dessous du niveau de la mer), une ria désigne la vallée non glaciaire d'un fleuve côtier noyée par l'élévation du niveau de la mer (ennoyage tectonique ou dû à la transgression flandrienne), l'aber étant plus spécifiquement une ria en entonnoir largement ouverte vers le large ou selon certains géographes une ria caractérisée par un remblaiement alluvionnaire plus important.
La ria possède parfois des îles qui sont les sommets de crêtes partiellement submergés.
Une côte à rias est une ligne de côte avec des rias parallèles séparées par des crêtes. Ce type de côte peut se régulariser avec le comblement vaseux de ses rentrants et l'évolution en falaise de ses saillants.

## Rias notables

### Europe

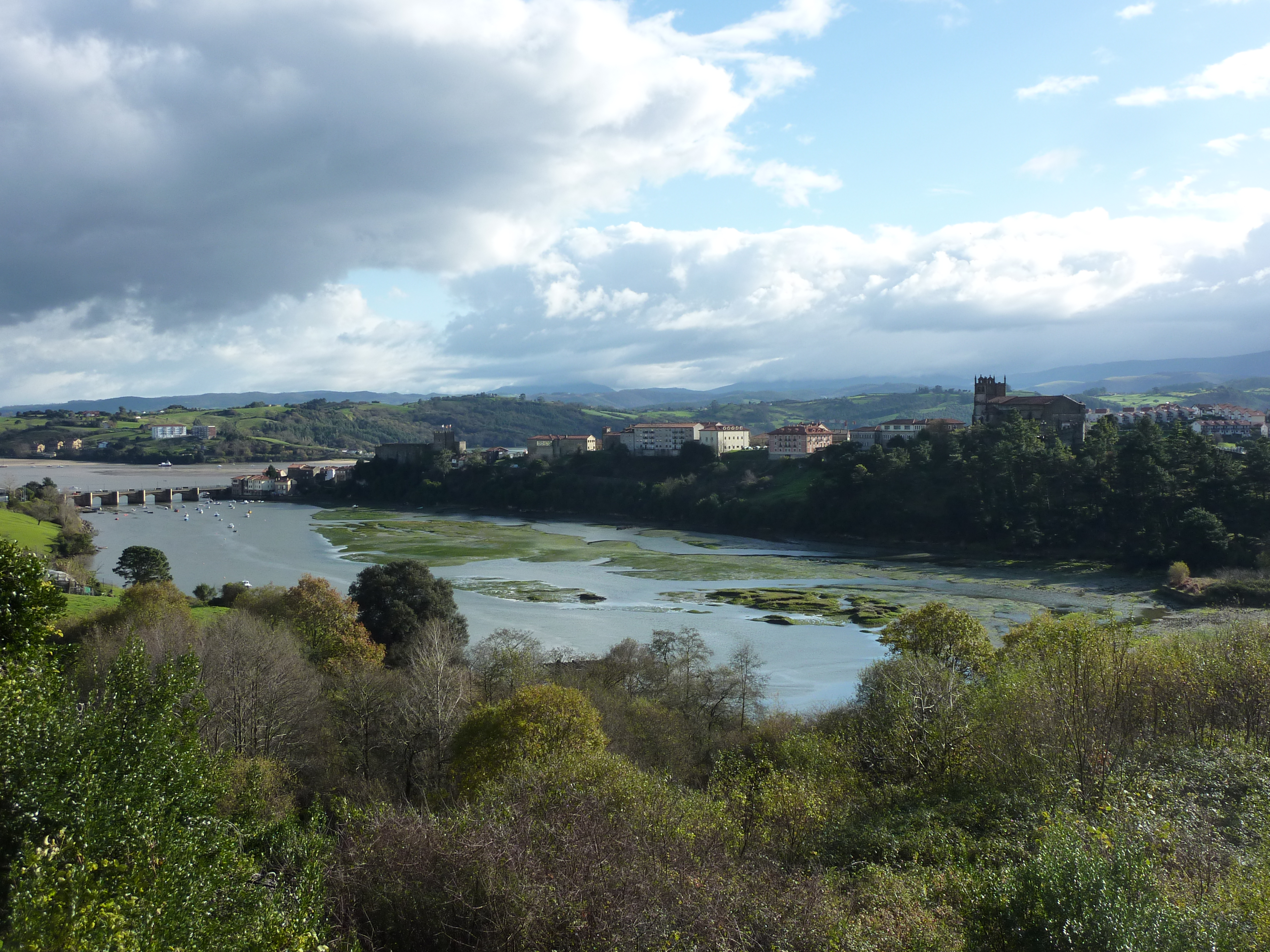
Ría de San Vicente de la Barquera (Cantabrie).

Au Pays de Galles, de nombreuses villes côtières portent un nom composé du préfixe « aber » et d'un nom de rivière, tels Aberystwyth, Aberarth (en), Aberaeron, etc. Il en va de même en Écosse pour la ville d'Aberdeen par exemple où se jettent les rivières Dee et Don.
En Espagne, les estuaires sont généralement appelés ría dans les communautés autonomes de Galice, Asturies, Cantabrie, Pays basque (Bilbao), mais aussi l'Andalousie. Il est fréquent qu'une ría porte un nom différent que celui du río (rivière ou fleuve) qui y débouche.
Au Monténégro, bien que faussement considérées comme « le plus grand fjord d'Europe méridionale », les bouches de Kotor sont une ria d'une profondeur comprise entre 40 et 60 mètres. Par sa position géographique, cette baie a été au centre de luttes de pouvoir notamment entre l'Empire ottoman et la république de Venise afin de la contrôler. Cette région a été inscrite au patrimoine mondial de l'UNESCO en 1979.

#### France

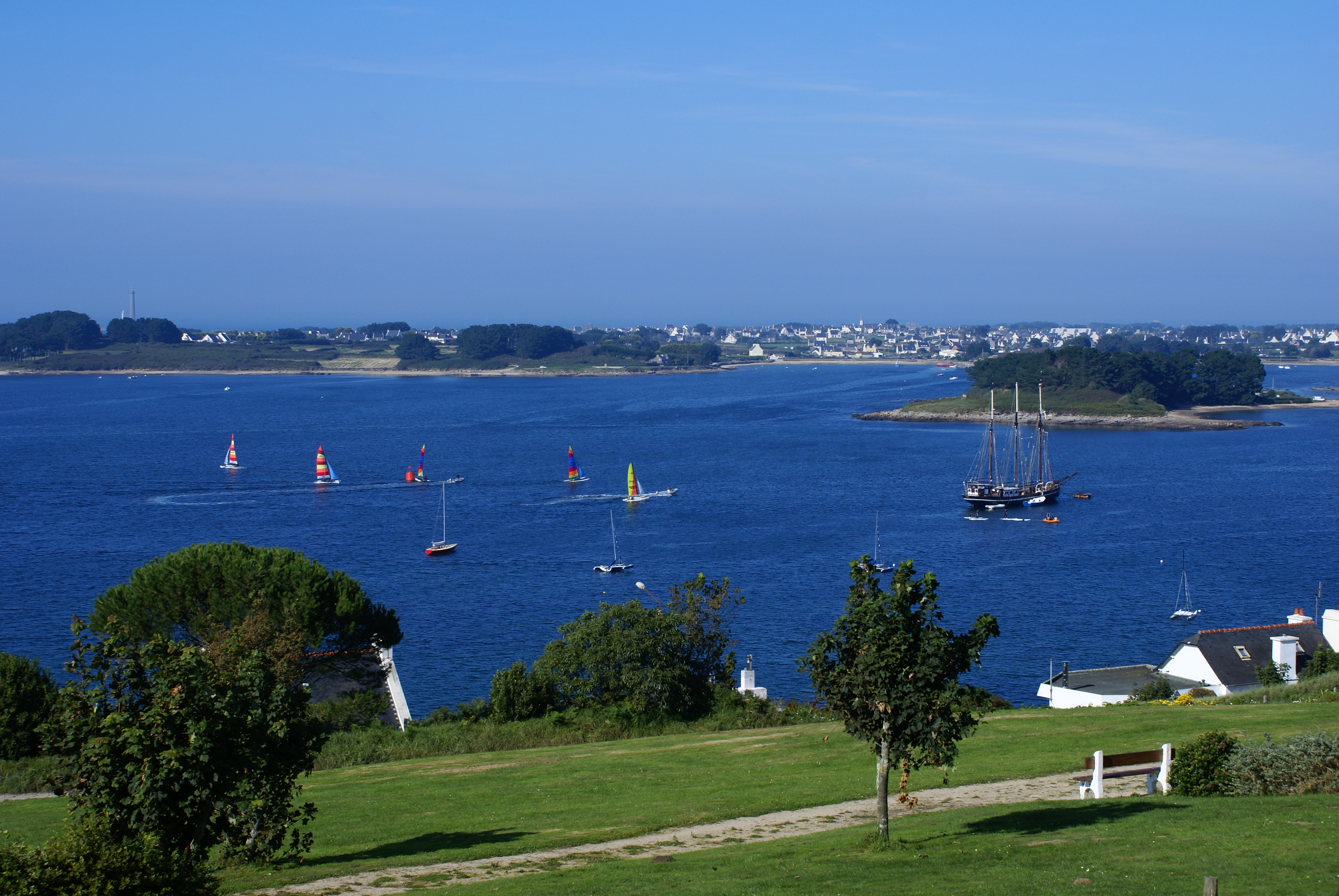
Aber-Wrac'h.

Les abers sont nombreux en Bretagne.
Parmi les plus connus, citons par exemple :
- en Finistère :
  - Aber-Wrac'h (Aber Ac'h),
  - Aber-Benoît (Aber Benniged),
  - Aber-Ildut (Aber Iltud) ;
  - la rade de Brest comporte plusieurs  abers, dont ceux de l'Élorn et de l'Aulne ;
  - l'aber de Crozon, situé dans la presqu'île de Crozon ;
  - l'estuaire de l'Odet,
  - l'Aven,
  - le Bélon,
  - la Laïta;
- Côtes-d'Armor :
  - rivière du Trieux (qui sépare le Trégor du Goëlo) ;
  - rivière du Jaudy ou rivière de Tréguier ;
  - le port du Légué, en contrebas de Saint-Brieuc, entre vallées des Gouët et Gouédic ;
- Ille-et-Vilaine :
  - vallée de la Rance ;
- Morbihan :
  - aber ou ria d'Étel ;
  - aber de Riantec ...

### Amérique du Nord
Le littoral atlantique nord-américain entre New York et le cap Hatteras est une côte à rias, à l'image des littoraux bretons, irlandais et gallois. Parmi eux, la baie de Chesapeake est un aber notable, qui constitue le plus grand estuaire des Etats-Unis. 

### Amérique centrale et du Sud
Il existe aussi de nombreux abers en Amérique latine comme le Saco do Mamanguá au Brésil, dans l'État de Rio de Janeiro.

#### Mexique
- Ría Lagartos, cataloguée comme réserve de biosphère.
- Ría Celestún, également cataloguée comme réserve de biosphère.

### Océan indien
- La Réunion :
  - Ria de la rivière d'Abord[réf. nécessaire]

### Océanie
La ville de Sydney est située dans le Sud-Est de l'Australie, dans un bassin côtier encadré par la mer de Tasman à l'est, les montagnes Bleues à l'ouest, le fleuve Hawkesbury au nord et le plateau de Woronora au sud. Sydney borde un littoral qui a subi les montées de niveau de l'océan et de profondes vallées (rias) découpées dans le grès ont été inondées. Une de ces vallées noyées, Port Jackson, autour de laquelle s’est construite la ville, est le plus grand port naturel au monde.